# Гудима Василь Васильович
Василь Васильович Гудима (1826 — 26 серпня 1877) — полковник, учасник придушення Угорського та Польського повстань, герой Кримської та Російсько-турецької воєн.

## Життєпис
Походив із дворян Полтавської губернії. Виховувався у дворянському полку і після закінчення служби у 19 років був випущений на службу у легку 7-му батарею 3-ї артилерійської бригади. У 1849 році брав участь у придушенні Угорського повстання 1848—1849 років. У 1854 році серед перших перейшов Дунай під командуванням генерал-лейтенанта Олександра Ушакова і потім відзначився при Тульчі, Ісакчі та інших битвах. У 1855 році він прославився під Севастополем, де він перебував майже десять місяців. У 1863 році, перебуваючи в межах Варшавського військового округу, придушував польських повстанців. У 1877 році брав участь у Російсько-турецькій війні, командував 1-ю батареєю 30-ї артилерійської бригади. Убитий у битві під Плевною ядром у живіт навиліт.